# Riddaren i tigerskrud
Riddaren i tigerskrud (georgiska: ვეფხისტყაოსანი) är ett epos av Sjota Rustaveli från 1100-talet. Riddaren i tigerskrud är Georgiens nationalepos.
Eposet är översatt till många språk. En översättning som troget återger originalet, såväl till innehåll som rytm och rimstruktur, är den esperantiska.